# Hermantown
Hermantown est une municipalité américaine située dans le comté de Saint Louis au Minnesota.

## Géographie
La municipalité s'étend en 2010 sur une superficie de 34,37 milles carrés (89,02 km2), dont 0,02 mille carré (0,05 km2) d'étendues d'eau.

## Histoire

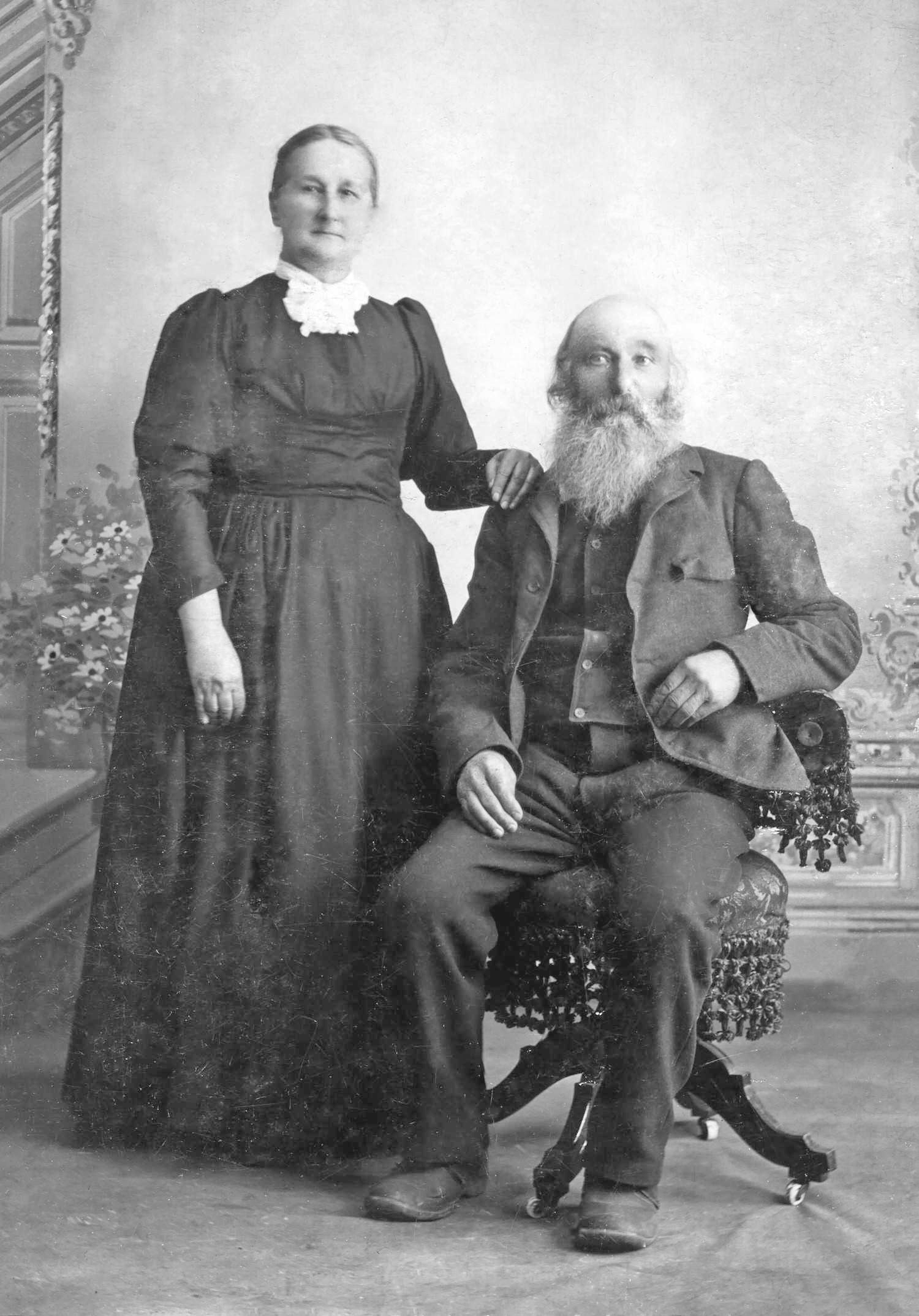
Lambert "Pat" Acker et son épouse, Emelie Louisa Wilke

La localité est d'abord connue comme la « town de Herman ». Elle est dévastée par de grands feux de forêt en 1918 mais elle vite reconstruite. En 1937, le gouvernement fédéral y construit environ 80 maisons de briques, rares dans la région, dans le cadre du Projet Jackson,. Dans les années 1950, le bourg poursuit son développement grâce à l'arrivée d'habitants de Duluth. Menacée d'être annexée par cette dernière, Hermantown devient une municipalité (city) en 1975.

## Démographie
Lors du recensement de 2010, la population de Hermantown est de 9 414 habitants. Elle est estimée à 9 513 habitants au 1er juillet 2017.
| Groupe          | Hermantown | Minnesota | États-Unis |
| --------------- | ---------- | --------- | ---------- |
| Blancs          | 92,6       | 84,4      | 76,6       |
| Afro-Américains | 4,2        | 6,5       | 13,4       |
| Amérindiens     | 1,4        | 1,4       | 1,3        |
| Asiatiques      | 0,1        | 5,1       | 5,8        |
| Métis           | 0,7        | 2,5       | 2,7        |
|                 |            |           |            |
| Hispaniques     | 2,0        | 5,4       | 18,1       |

Le revenu par habitant était en moyenne de 35 683 dollars par an entre 2013 et 2017, supérieur à la moyenne du Minnesota (34 712 dollars) et à la moyenne nationale (31 177 dollars). Sur cette même période, 5,2 % des habitants de Hermantown vivaient sous le seuil de pauvreté (contre 9,5 % dans l'État et 12,3 % à l'échelle des États-Unis).